# Wagenplatz

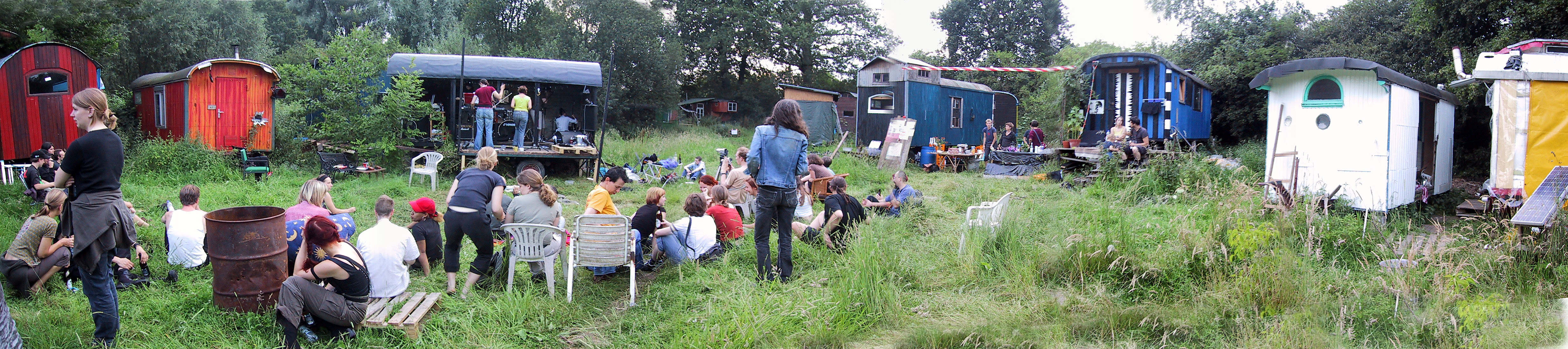
Wagenplatz Wagabanda, Bielefeld. Feier zum 10-jährigen Bestehen, August 2004

Ein Wagenplatz, auch Bauwagenplatz, Wagendorf oder Wagenburg, ist eine Wohnsiedlung aus mobilen Fahrzeugen, meist Bauwagen. Aber auch (alte) Wohnwagen und Wohnmobile bzw. Wohnbusse.
Wagenplätze entstanden beispielsweise nach dem Zweiten Weltkrieg, als Flüchtlinge keine andere Unterkunft hatten. Aus dieser Zeit stammen auch Gesetze, die später das Wohnen in Bauwagen (mit Ausnahmen) untersagen.
Die heutigen Wagenplätze sind, ähnlich wie viele besetzte Häuser, Orte alternativer Kultur. Diese Wagendörfer entwickelten sich Mitte der 1980er Jahre aus der Hausbesetzerszene. Oft werden Wagendörfer von den Grundbesitzern und Behörden nur geduldet und sind ständig in Gefahr, geräumt zu werden. Bewohner betrachten das Leben in Wagendörfern als einen „Ausstieg aus der konsumorientierten Gesellschaft“ und einen „Schritt hin zu selbstbestimmter Lebensweise“, aber auch als Möglichkeit mobilen Lebens. Man findet auf den Plätzen manche fantasievollen Eigenbauten. Viele Bewohner suchen auch ein naturnahes und umweltfreundliches Lebenskonzept.
Einige Wagenplätze befinden sich auf illegal besetzten Flächen, andere haben Mietverträge mit der jeweiligen Stadt, fast alle haben einen Strom-, Wasser- und Abwasseranschluss. Die Bewohner haben diese Wohnform selbst gewählt.
Viele Wagenplätze sind, speziell von konservativer Seite, umstritten. Ein umstrittener Bauwagenplatz war der Bambule-Platz in Hamburg, dessen Räumung im Jahr 2002 einen monatelang anhaltenden Konflikt nach sich zog. Auch der Wagenplatz der Schattenparker in Freiburg im Breisgau wurde immer wieder geräumt, inzwischen besteht ein Pachtvertrag. Zaffaraya in Bern existiert seit 30 Jahren (Stand: Dezember 2015); seine Existenz war  zwischenzeitlich bedroht. 
Gegner hinterfragen etwa die hygienischen Zustände auf Wagenplätzen oder den legalen Status und fordern Verbote und Räumungen. So wurde im Hamburger Konflikt von der Stadt die Forderung erhoben, die Bauwagenbewohner sollten einzeln ihnen angebotene Wohnungen am Stadtrand beziehen, oder andernfalls außerhalb Hamburgs gemeinsam im ländlichen Gebiet leben.
Befürworter des Bauwagen-Lebensstiles verweisen auf die geringen Lebenshaltungskosten, die Möglichkeit zur Mobilität, das soziale Leben im Gegensatz zur Vereinzelung in der Single-Wohnung, und fordern Toleranz für selbstbestimmtes Wohnen und die Legalisierung ihrer Wohnform (siehe auch: Kommune (Lebensgemeinschaft)). Im Hamburger Konflikt forderten sie das Recht auf Teilhabe an der Stadt, die Respektierung ihrer Lebensform und die Abschaffung der Bauwagengesetzgebung.
Durch ihren sozialen und politischen Anspruch unterscheiden sich Wagenplätze von den ökonomisch begründeten Trailer Parks sowie vom Dauercamping.

## Ähnliche Begriffe
- zu einer Verteidigungsstellung aufgefahrene Wagenburgen waren militärisch bis ins 19. Jahrhundert relevant
- Hüttendorf